# Seven More Minutes
Seven More Minutes è il secondo album in studio del gruppo musicale statunitense The Rentals, pubblicato nel 1999.

## Tracce
Testi e musiche di Matt Sharp eccetto dove indicato.
1. Getting By – 2:52
2. Hello, Hello – 4:17
3. She Says It's Alright – 3:59
4. The Cruise – 4:04
5. Barcelona – 4:04
6. Say Goodbye Forever – 3:56
7. Overlee – 5:31
8. Big Daddy C. – 3:20
9. Keep Sleeping – 3:43
10. The Man with Two Brains – 4:39
11. Must Be Wrong – 4:30
12. Insomnia – 1:56
13. It's Alright (Reprise) – 1:09
14. My Head Is in the Sun – 4:41 (Rivers Cuomo, Matt Sharp)
15. Jumping Around – 5:36

## Formazione
Gruppo
- Matt Sharp - basso, voce
- Rod Cervera - chitarra
- Jim Richards - sintetizzatore Moog
- Kevin March - batteria

Collaborazioni
- Damon Albarn - voce (in Big Daddy C.)
- Petra Haden - voce
- Miki Berenyi - voce (in The Cruise)
- Donna Matthews - voce (in Must Be Wrong e Say Goodbye Forever)
- Maya Rudolph - voce (in Barcelona e My Head Is in the Sun)
- Tim Wheeler - chitarra (in Overlee e Hello, Hello)
- Danny Frankel - percussioni (in Hello, Hello)
- Sharon McConochie - voce (in The Man with Two Brains)